# Jardin Massey
Pour les articles homonymes, voir Massey.

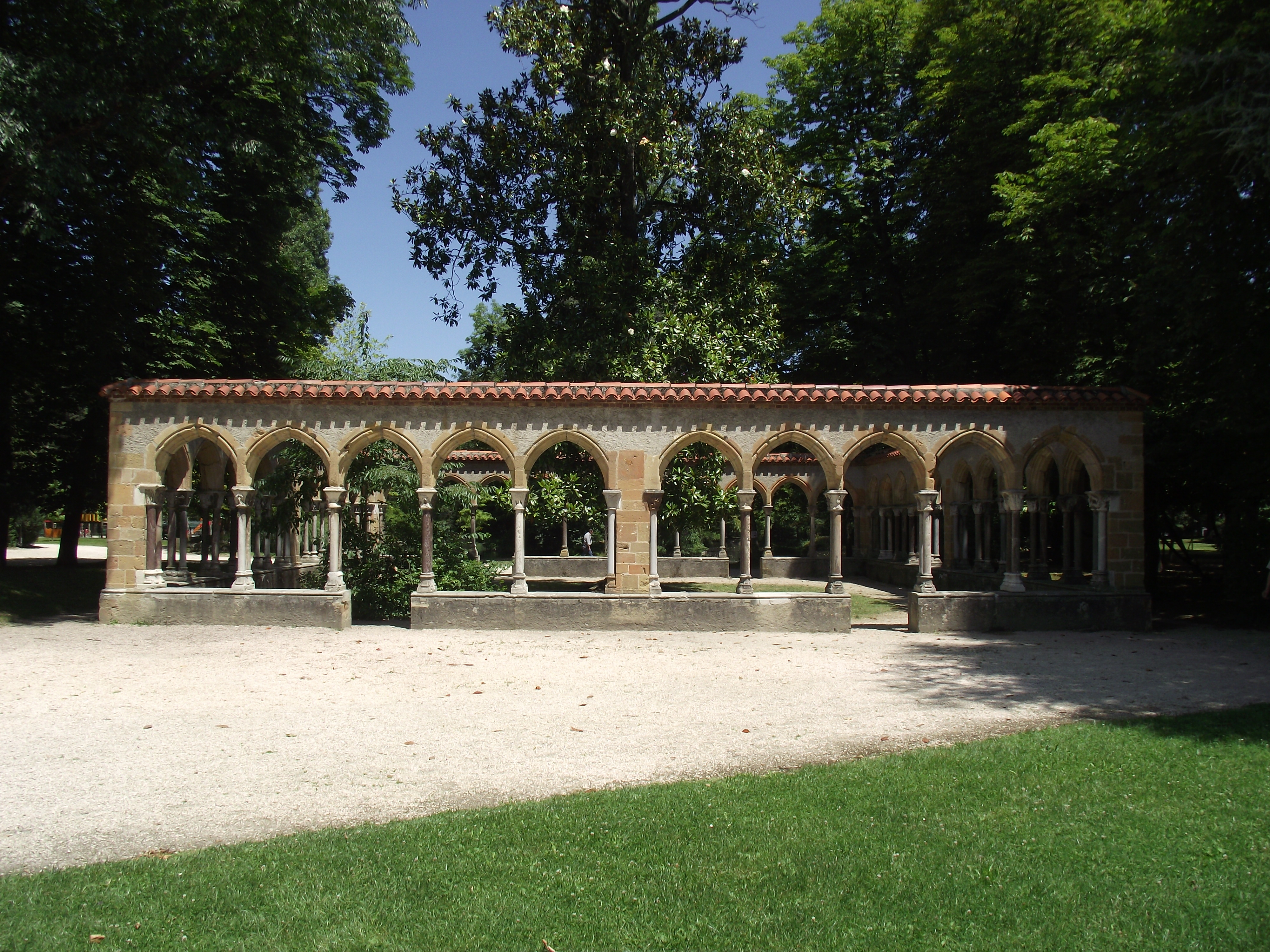
Cloître.

Le Jardin Massey est un jardin public situé dans le quartier du centre-ville à Tarbes (canton de Tarbes 3), département des Hautes-Pyrénées en région Occitanie.

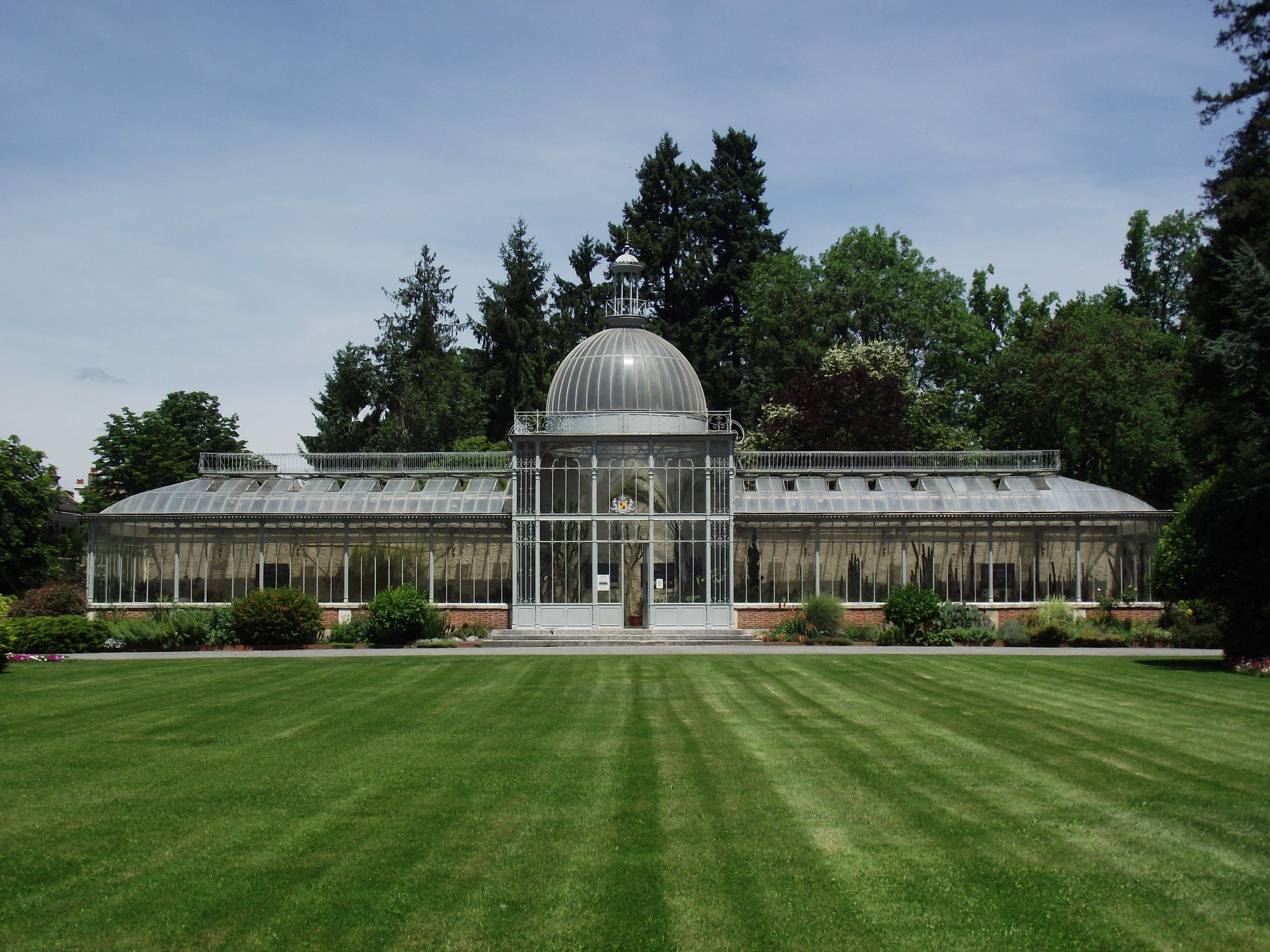
L'Orangerie.

## Historique
Le jardin Massey a été dessiné et artistiquement composé au XIXe siècle, sous Louis-Philippe, par le botaniste Placide Massey (1777-1853), directeur des pépinières du Trianon et du potager de la Reine à Versailles, natif de Tarbes qui en fit don à sa ville natale à sa mort en 1853.
Il bénéficie du label « Jardin remarquable » décerné par le Ministère de la Culture.
Le jardin est un lieu tranquille dans la ville de Tarbes. On y trouve beaucoup d'animaux rares et intéressants, de belles fleurs, des arbres datant de 1830, une calèche ainsi que les vestiges d'un cloître qui proviennent de l'abbaye de Saint-Sever-de-Rustan, parmi d'autres vieux bâtiments.
Dans le jardin, se trouve le musée Massey. Placide Massey voulait doter sa ville d'un muséum d’histoire naturelle. Il fait construire à cette fin un bâtiment de style oriental, dominé par une tour d'observation sur les Pyrénées, œuvre de l'architecte tarbais Jean-Jacques Latour. À la mort de Massey en 1853, les travaux de construction du muséum furent interrompus et le projet d'un jardin d'hiver fut abandonné. Le musée a été créé à la suite du legs qu'il fit, donnant à la ville de Tarbes une partie de ses propriétés et notamment le jardin et le chantier inachevé du muséum.
Quelques années plus tard, la ville de Tarbes décida de construire une serre (l'orangerie) en remplacement. L'aspect monumental de l'orangerie vient de son dôme demi-sphérique avec clocheton. C'est un bel exemple des constructions métalliques qui étaient en vogue au XIXe siècle. La serre fut réhabilitée en 1980.
Au cours des années, le jardin a bénéficié de multiples protections au titre des monuments historiques: un premier classement le 9 octobre 1890 concernant les restes du cloître de l'abbaye de Saint-Sever-de-Rustan remontés dans le jardin, une inscription  le 29 octobre 1975 concernant les façades et toitures du musée Massey, une inscription le 2 juin 1992 concernant le jardin lui-même, les statues et le kiosque et un dernier classement le 27 juillet 1995 concernant la serre métallique.
Le 1er mars 2020, à la suite d'une tempête, un marronnier s'est effondré sur le cloître, causant des dommages très importants.

## Les statues
Plusieurs statues parsèment le jardin. La plus connue et celle qui fit le plus polémique en son temps est sans doute celle de Edmond Desca nommé L'Ouragan qui était à l'origine en plâtre et qui fut fondu en bronze par la mairie de Tarbes en 1887. La nudité de l'homme représenté sur la statue déplut à une tranche conservatrice de la population qui fit circuler des pétitions pour que la statue ne soit plus exposée en public. Un conservateur du jardin fit même mettre un caleçon sur la statue pour cacher ses attributs. Aujourd'hui, la statue est scellée devant le musée Massey.
D'autres statues sont placées dans différents endroits du parc dont une représentant le poète Jules Laforgue et une autre le poète et écrivain tarbais Théophile Gauthier (modelé par sa fille Judith Gautier et  sculpté par Henri-Théophile Bouillon). À l'entrée du parc, un buste de Placide Massey accueille les visiteurs.

## Le testament de Placide Massey
« Je donne à la commune de Tarbes, ma ville natale, tous les immeubles que je possède sur son territoire et consistant en jardin d'ornement, pépinière, maisons, prairies, le jardin d'ornement pour servir de promenade ; la pépinière pour continuer la culture d'arbres fruitiers, les maisons et prairies pour employer leurs produits à l'entretien du jardin d'ornement et de la pépinière.

Comme les produits ne peuvent pas être suffisants pour l'entretien du jardin d'ornement à cause du jardin d'hiver que j'y fais construire, je donne en outre, à la commune de Tarbes, soixante actions du chemin du nord qui produiront environ deux mille francs par an. »

## Galerie de photos

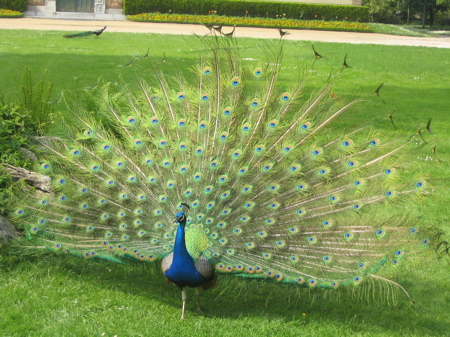
Un des paons au jardin.
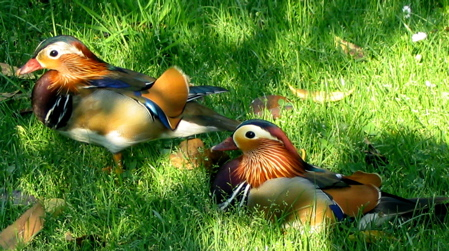
Deux canards mandarins au jardin.
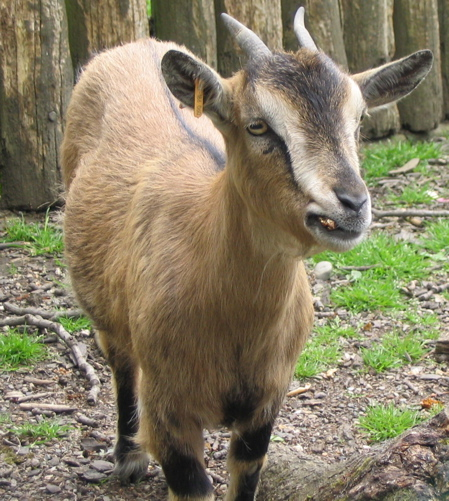
Un mouflon au jardin.
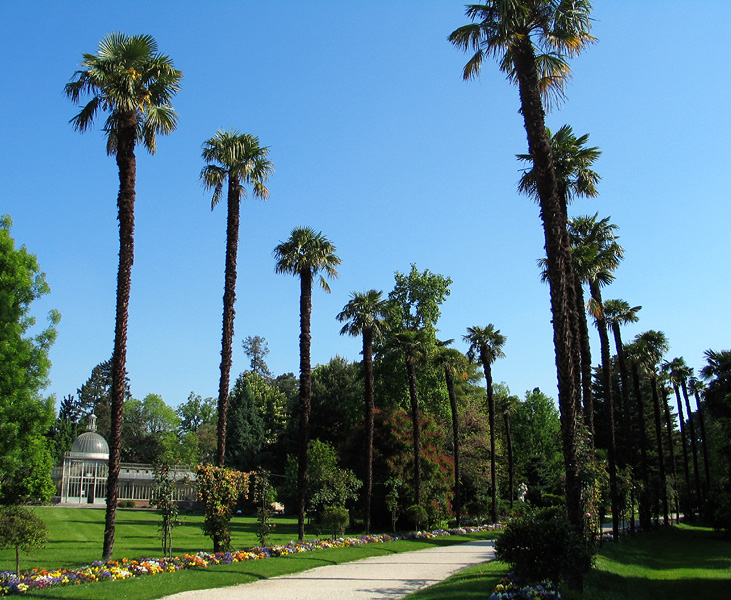
Une allée de trachycarpus.